# 有吉の壁
『有吉の壁』（ありよしのかべ）は、日本テレビ系列で2020年4月8日よりレギュラー放送で、毎週水曜日の夜7時からゴールデンタイムで放送している、お笑いバラエティ番組。有吉弘行の冠番組である。2015年4月7日 - 2020年1月5日までは深夜帯を中心に不定期の特別番組として放送していた。

## 概要
「次世代を担う若手お笑い芸人たちが、有吉弘行が用意した『お笑いの壁』に挑戦し、壁を越え芸人として成長する」というコンセプトの番組。
芸人たちがお題に沿った芸を披露し、有吉が「○」「✕」の札で判定。「○」が出れば壁クリア、1ポイント獲得となる。番組の最後には最多クリア者が発表され（第6弾まで）、その後有吉の独断と偏見で優勝者が発表される（特番時代のみ）。レギュラー化後は、年末に合計ポイントが一番多かった芸人と優勝者を発表している。2021年以降は出演芸人による持ち込み企画も不定期に実施されている。
『ビートたけしのお笑いウルトラクイズ』や『内村プロデュース』の流れを汲む若手芸人むちゃぶり番組で、芸能人の間でも評判が良く、三村マサカズ（さまぁ〜ず）や広瀬すずらが称賛のツイートをしている。ひな壇向きではないコント職人タイプの芸人にとっては魅力のあるアピールの場となっており、ブレイクや再ブレイクのきっかけをつかむこともある。
主な出演芸人はお笑い第6.5世代、第7世代が多いものの特番時代から「先輩の壁」と称した中堅芸人も毎回少数出演している。
2020年5月6日放送の2時間スペシャルが、5月度ギャラクシー賞月間賞を受賞。2020年12月9日放送分の3時間スペシャルが民放公式の動画配信サービス・TVerのバラエティ部門「エピソード賞」を受賞した。
Huluでは「編集の壁」を越えられずカットされた未公開ネタや、とにかく明るい安村によるエンディングだけでのネタ披露、打ち上げの様子などオフショットも含めたメイキングオブ有吉の壁と称した動画も配信されている。また、番組公式のYouTubeチャンネルでは「一般人の壁」のオープニングの様子、本編で登場したキャラクターのネタ、出演者のトークといったオリジナル動画が配信されている。
番組名の略称・通称は「壁」。出演者は「壁芸人」と呼ばれる。

## 沿革

### 番組開始 - 特番時代
番組が始まった2015年当時は情報バラエティや、トーク力が求められるひな壇バラエティが全盛で、ネタは面白いがトークは苦手という芸人が活躍できる場がほとんどない時期であった。兄妹番組である『有吉ゼミ』も担当する総合演出の橋本和明が有吉と飲んだ際、「ネタ芸人が活躍できるお笑い番組がやりたいね」と有吉と話したことがきっかけで「トークは苦手だけれどコントが得意という芸人」の活躍できる場を作りたいと、深夜帯にお笑いを全力でやる番組を発案した。
番組タイトルについて橋本は、「有吉さんは普段から若手のネタを見てますし、生かし方を考えてくれます。だからこそ、出演者にも熱が生まれるんですよね。有吉さん以外に『○○の壁』という番組タイトルの似合う人がなかなか思いつかないです」と述べている。
本来はコント番組を制作したかったが深夜帯での放送でセットを組める予算はなく、ならば野外でそのままコントをすればよいのではと駄目元で静岡県熱海市に確認し、街全体で許可の下りたことが番組の雛形となっている。
初回の撮影中は有吉およびスタッフ、さらには芸人たちも手探り状態で始まったが、とにかく明るい安村が理髪店で深夜番組のひと笑いのために髪の毛を逆モヒカンに剃るというボケを実行して視界が開けたという。初回放送では「深夜に変な番組がやってるぞ!」とネット上で話題を呼んだ。
好評につき不定期の特番として年3回程度放送されるようになり、2016・2017年の年末は『エンタの神様』とのコラボ特番を放送。2017年12月29日放送の第9弾の前日には、本選参加を賭けた超フレッシュな芸人が参加する『有吉の壁・若手予選会』を放送した。2018年は「秋の陣」1回のみ放送だったが、2019年は新春の単独特番として1月2日に放送され、その年の10月2日にはゴールデン2時間SPとして放送された。2020年の1月5日には再び新春の単独特番として放送。深夜の不定期番組として5年間で13回放送された。

### レギュラー化
2020年4月改編で水曜19時台でのレギュラー化が決定。19時台にお笑い番組が編成されるのは久々となった。
橋本は「一度もその枠で試したことがないのにバカなの?」と思ったらしいが、有吉から「機運なんでやりましょう」と言われたことで「有吉さんが腹をくくったなら、制作が逃げるわけにはいかない」とスタッフも腹をくくったという。有吉も「失敗するかも知れないが、若手・中堅芸人のために1回引き受けなきゃいけない仕事だな」と自身もかつて『内村プロデュース』で再ブレイクを果たした経験があるからか、芸人たちの将来を見据えているような使命感を語っている。
レギュラー放送は特番時代から行われていた「一般人の壁」「流行語大賞の壁」のコーナーを中心に展開される。橋本は「テレビが見捨てられ始めてテレビを持っていない若者も多い。つけたら何かわくわくするものをやっているのがテレビだったのに、横並びで期待値を放棄したら未来がない。もう1回テレビにお客さんを呼ぶ勝負をこの番組でしたい」などと話している。
2020年4月22日〜6月10日の放送分では新型コロナウイルス感染拡大の影響で「一般人の壁」の収録ができなかったため、前半部分は過去の特番で放送された「一般人の壁」に出演者の解説副音声を新規で収録した再編集版を放送していた。なお、「一般人の壁」は同年7月1日放送分より再開した。
2021年8月21日深夜には、『24時間テレビ 「愛は地球を救う」』の深夜企画として3時間スペシャルが放送された。
2021年10月20日放送分は『1億人の大質問!?笑ってコラえて!』との合体スペシャルとして放送された。「一般人の壁」は「日本列島 ダーツの旅」をモチーフにした内容となり、テロップやBGMも一部「ダーツの旅」のものが使用された。
2023年3月15日放送分は、『テレビ70周年コラボウィーク』（NHKと日本テレビが1953年にテレビ放送を開始してから2023年でそれぞれ70年の節目となるのに合わせて実施された企画）の一環としてNHKとのコラボ企画を編成し、NHK放送センター（東京・渋谷）の館内で収録。NHKからはどーもくん（ステーションキャラクター）やシュッシュ（NHK Eテレ『おとうさんといっしょ』、民放初登場）、博多華丸（NHK総合『あさイチ』、博多華丸・大吉）、武田真治（総合『みんなで筋肉体操』）が登場した。
2025年3月12日放送分は番組10周年を記念して、生放送を実施。東京都台東区の浅草花やしきにて一般人の壁を行った。

## 出演者

### MC
- 有吉弘行

### アシスタント
- 佐藤栞里 - 特番第2回から

#### 代理アシスタント
- あいなぷぅ（パーパー）[25] - レギュラー第72回

### ナレーター
- 桐谷蝶々

### 壁芸人（レギュラー枠）
- とにかく明るい安村[26] - 「Mr.壁」と呼ばれており、公式サイトの出演者一覧では壁芸人の最後尾に配置される。
- 三四郎[26]（小宮浩信・相田周二[注 4]）
- シソンヌ[26]（じろう・長谷川忍）
- ジャングルポケット[28]（おたけ・太田博久）
- タイムマシーン3号[29]（山本浩司・関太）
- チョコレートプラネット[30]（松尾駿・長田庄平）
- ハナコ[31]（菊田竜大・秋山寛貴・岡部大）
- パンサー[26]（向井慧・尾形貴弘・菅良太郎）
- 四千頭身[32]（都築拓紀・後藤拓実・石橋遼大）

正式なレギュラー枠は以上の9組とされているが、事実上のレギュラー出演者は他にも存在する。

### 過去の出演者
アシスタント
- 小島瑠璃子 - 特番第1回
- 佐藤梨那（日本テレビアナウンサー） - 第1回若手予選会

壁芸人（レギュラー枠）
- 斉藤慎二（ジャングルポケット） - 自身の不祥事により2024年9月を最後に降板

## 主な壁（コーナー）

### 一般人の壁を越えろ! おもしろ○○の人選手権
特番時代からのメインコーナー。コーナー名の○○にはロケ地の名称が入る。番組初登場の芸人は大抵このコーナーから参加する。遊園地や商業施設などを舞台に、各所へ散らばった芸人たちが「おもしろ一般人」として潜み、街歩きするMC2人の前で即興ネタを披露する（即興とはいえ、出演芸人は数時間前に現地入りしてネタをやる場所を探し回っている）。ショートコントに多額のセット費を要せなかったため発案された方式とのこと。
出演者は芸人の他、「お助けガチャ」と呼ばれるゲスト（俳優・歌手・スポーツ選手など）も登場して芸人たちと一緒にネタを披露する。その他、施設内の従業員など本物の一般人もネタに参加することがある。

### 流行語大賞の壁を越えろ! ブレイク芸人選手権
芸人の考えた「ブレイクしそうな新キャラクター」ネタをスタジオで披露するコーナー。スタジオには（ネタを披露しない）芸人たちが観覧席へ座り、披露後はネタに対する感想やダメ出しがなされる。
特番時代にチョコレートプラネットの「TT兄弟」が誕生。レギュラー化後は同じくチョコレートプラネットの「Mr.パーカーJr.」やきつねの「KOUGU維新」が話題を呼んでシリーズ化されたほか、ジャングルポケットの「ストレッチャーズ」が企業CMに起用された。
また、2020年12月9日には派生コーナー「賞レースの壁を越えろ! 男版THE W」が放送。男性芸人たちが自作の女性芸人になりきってネタを披露するという内容であり、インポッシブルの「JKボンバーズ」が初代クイーンとなった。

### なりきりの壁を越えろ! ご本人登場選手権
ものまね番組のご本人登場シーンを再現するコーナー。主にスペシャル版で放送される。後ろから登場するご本人役は実際のご本人が登場するほか、芸人によるさらなるものまね、楽曲に縁のある有名人が登場するパターンがある。

### なりきりの壁を越えろ! 有名人の集まる料理店
「ご本人登場選手権」の別バージョン。飲食店を貸切り「有名人御用達の飲食店」という設定で来店してくる有名人を芸人たちがものまねするコーナー。有吉から「○」を貰った芸人はそのまま店内に残れるも、「×」の場合は店から退出しなければならない。

#### 有名人と出会える遊覧船ツアー
MC2人と修学旅行生に扮した芸人数名が遊覧船や屋形船の上から海岸を眺め、有名人に扮した芸人が船から見える海岸や他の船でミニコントを繰り広げる。主に海上や湖でのロケの際に行われる。有吉らと芸人の間にかなりの距離があり声が聞き取りづらい状況でのネタを強いられるため、オーバーな動きやビジュアルで笑わせる必要がある。

### スピーチの壁を超えろ! 日本カベデミー賞選手権
芸人が俳優・女優になりきり、有吉からのムチャぶりインタビューに即興で回答していくコーナー。スペシャル版でのみ放送される。部門は「助演女優賞」「助演男優賞」「新人賞」「主演女優賞」「主演男優賞」の順に行う。各部門の芸人がインタビューを終えた後に最優秀賞受賞者を発表するが、有吉が持つ紙は白紙で、インタビューに対する芸人の対応などを踏まえて有吉がその場で決定する。受賞者はステージに立ってオスカー像を模したトロフィーを持ちながらスピーチを行うが、受賞者のスピーチを聞いて感動あるいは面白いと思わなかった場合は、有吉の手元にあるスイッチによってトロフィーに電流が流される。
2022年4月放送の第4回および公式ホームページ・SNSにて、最優秀賞を受賞した4部門の芸人の作品を、スピーチ中に即興で述べた内容に基づいて実際に映画化されることが発表された。放送および公式サイトによると受賞芸人はみちお（トム・ブラウン）・友近・鈴木もぐら（空気階段）・尾形貴弘（パンサー）の4組。受賞芸人が脚本を制作し、各々の相方も出演する。6月11日・12日の2日間限定で全国公開され、他の壁芸人も脚本内容に応じて出演していた。

### バズりの壁を越えろ! ブレイクアーティスト選手権
芸人が考えた「ブレイクしそうなミュージシャン」になりきり、オリジナルソングをスタジオで披露するコーナー。「ブレイク芸人選手権」同様、スタジオには（ネタを披露しない）芸人たちが観覧席へ座り、披露後はネタに対する感想やダメ出しがなされる。好評を得たアーティストは『バズリズム02』『日テレ系音楽の祭典 ベストアーティスト』など、日本テレビ系列の音楽番組に出演する場合もある。

### 監視カメラの壁を越えろ! お忍びプライベート選手権
ホテルや旅館の客室を固定の隠しカメラでモニタリングしている設定で、有名人のプライベートな姿や修学旅行生の部屋でのやりとりを再現するコーナー。

### 置き去りの壁を越えろ! おもしろ○○ツアー
遠征回に行われるコーナーで、コーナー名が変わることもある。参加者が停留所ごとに用意されたお題へクリアすればその乗り物に乗れるものの、発車時間内に「○」を貰えなければその場に置き去りとなり以降のお題には参加できない。ただしこのコーナーで置き去りになっても、次のコーナーには参加可能。

### ごちそうの壁を越えろ! 新春キャラ芸福袋
主に新春正月特番の食事関連に行われるコーナー。芸人たちが用意された無数の福袋それぞれ選び中にあった物（服やカツラ、各種小道具）を使い即興でオリジナルキャラとなり披露する。「○」が出たら勝ち抜けとなりごちそうゲット、「×」が出たら裏に戻り福袋を選びなおし再度挑戦する。終盤になると福袋の内容や複数で挑むことが多い。

### アドリブ大河
用意された時代劇セットでアドリブで即興大河ドラマを撮影する。監督役の有吉からOKが出れば壁クリア。1人でやることがあれば大勢で行うこともあり、状況によっては監督有吉の無茶ぶりに芸人が演じる即興でのキャラ作りや演出も加わる。

## 放送日・内容

### 不定期特番時代
| 番組名      | サブタイトル                           | 放送日             | 放送内容 | 放送時間       |
| ----------- | -------------------------------------- | ------------------ | --- | -------------- |
| 有吉の壁    | 有吉VS25人の芸人!熱海で有吉を笑わせろ! | 4月7日（火曜日）   | - 「季節の壁」を越えろ! 真夏のビーチ選手権 - 「商店街の壁」を越えろ! おもしろ街の人選手権 - 「ごちそうの壁」を越えろ! 鍋の具材争奪おもしろ選手権                                     | 23:59 - 翌0:54 |
| 有吉の壁II  | 総勢27名の芸人が有吉を笑わせる!        | 8月3日（月曜日）   | - 「一般人の壁」を越えろ! おもしろ遊園地の人選手権 - 「モザイクの壁」を越えろ! オモシロさんが転んだ選手権 - 「ごちそうの壁」を越えろ! 鍋の具材争奪おもしろ選手権                     | 23:59 - 翌0:54 |
| 有吉の壁III | 総勢29人の芸人が有吉を笑わせる!        | 12月28日（月曜日） | - 「一般人の壁」を越えろ! おもしろ遊園地の人選手権 - 「季節の壁」を越えろ! 極寒の雪上で裸の男達が超過酷リアクション選手権 - 「ごちそうの壁」を越えろ! お寿司争奪おもしろ大喜利選手権 | 23:20 - 翌0:25 |

| 番組名     | サブタイトル                                                                  | 放送日             | 放送内容 | 放送時間       |
| ---------- | ----------------------------------------------------------------------------- | ------------------ | --- | -------------- |
| 有吉の壁IV | 総勢28人の芸人が有吉を笑わせる!                                               | 3月28日（月曜日）  | - 「一般人の壁」を越えろ! おもしろキャンパスの人選手権 - 「季節の壁」を越えろ! ミッションアツアツポッシブル選手権 - 「ごちそうの壁」を越えろ! お寿司争奪おもしろ大喜利選手権                                            | 23:59 - 翌0:54 |
| 有吉の壁V  | 総勢33名の芸人が激闘! 江戸の町に潜んで有吉を笑わせろ!                         | 7月3日（日曜日）   | - 「一般人の壁」を越えろ! おもしろ江戸の人選手権 - 「ドキュメンタリーの壁」を越えろ! カベフェッショナル〜仕事の流儀〜 - 「なりきりの壁」を越えろ! 有名人しか入れないお寿司屋さん選手権                                  | 23:00 - 23:55  |
| 有吉の壁VI | エンタの神様&有吉の壁 クリスマスイブは爆笑パーティーで 盛り上がろう!SP・第2部 | 12月24日（土曜日） | - 「一般人の壁」を越えろ! おもしろ遊園地の人選手権 - 「季節の壁」を越えろ! サンタさんが転んだ選手権 - 「なりきりの壁」を越えろ! なりきりスターツアーズ選手権 - 「クリスマスの壁」を越えろ! プレゼント争奪おもしろ選手権 | 21:45 - 23:34  |

| 番組名                    | サブタイトル                                                         | 放送日                   | 放送内容 | 放送時間      |
| ------------------------- | -------------------------------------------------------------------- | ------------------------ | --- | ------------- |
| 有吉の壁VII               | 有吉VS総勢32人の芸人が本気でオモシロ対決!                            | 4月16日（日曜日）        | - 「一般人の壁」を越えろ! おもしろ箱根の人選手権 - 「リアクションの壁」を越えろ! ビリビリ・アツアツ運動会 - 「なりきりの壁」を越えろ! 有名人が集まるスナック選手権                                                                            | 23:00 - 23:55 |
| 有吉の壁VIII              | 有吉VS芸人37人が本気でオモシロ対決!                                  | 6月24日（土曜日）        | - 「一般人の壁」を越えろ! おもしろハワイアンリゾートの人選手権 - 「なりきりの壁」を越えろ! 有名人が集まるハワイアンバー選手権 - 「余興の壁」を越えろ! おもしろ披露宴の人選手権                                                                | 22:00 - 23:24 |
| 有吉の壁 第1回 若手予選会 | 本戦出場をかけて14組 総勢31人の若手がバトル!                         | 2017年12月28日（木曜日） | - 「一般人の壁」を越えろ! おもしろ熱海の商店街の人選手権 | 0:59 - 1:29   |
| 有吉の壁IX                | エンタの神様＆有吉の壁 年末は爆笑パーティーで 盛り上がろう!SP・第2部 | 12月29日（金曜日）       | - 「一般人の壁」を越えろ! おもしろ富士急ハイランドの人選手権 - 「なりきりの壁」を越えろ! 有名人しか乗れないVIP（ビップ）電車 - 「リアクションの壁」を越えろ! おもしろ爆破フリーキック - 「ごちそうの壁」を越えろ! 寿司ネタ争奪!おもしろ選手権 | 19:00 - 23:24 |

| 番組名     | サブタイトル | 放送日            | 放送内容 | 放送時間      |
| ---------- | ------------ | ----------------- | --- | ------------- |
| 有吉の壁10 | 2018秋の陣SP | 9月23日（日曜日） | - 「アーティストの壁」を越えろ! とけこみ選手権 - 「一般人の壁」を越えろ! おもしろキャンパスの人選手権 - 「流行語大賞の壁」を越えろ! ブレイク芸人選手権2018 | 23:00 - 23:55 |

| 番組名                    | サブタイトル                                              | 放送日                  | 放送内容 | 放送時間       |
| ------------------------- | --------------------------------------------------------- | ----------------------- | --- | -------------- |
| 有吉の壁11                | 新春早々45人の芸人が挑む 初笑い!初出し!初なりきり祭り!    | 1月2日（水曜日）        | - 「一般人の壁」を越えろ! おもしろテレビ局の人選手権 - 「なりきりの壁」を越えろ! 有名人になって勝手におもしろ隠し芸選手権 - 「流行語大賞の壁」を越えろ! ブレイク芸人選手権2019                    | 23:00 - 翌0:25 |
| 有吉の壁 第2回 若手予選会 | ゴールデンの壁を越えろ! 若手予選会                        | 2019年10月1日（火曜日） | - 「一般人の壁」を越えろ! おもしろショッピングモールの人選手権 | 1:39 - 2:09    |
| 有吉の壁12                | 次世代笑いの新星は誰だ!? 爆笑新企画も続々…最強お笑い祭り! | 10月2日（水曜日）       | - 「一般人の壁」を越えろ! おもしろ東京スカイツリーの人選手権 - 「なりきりの壁」を越えろ! ご本人登場選手権 - 「『笑点』の壁」を越えろ! 笑電!! - 「流行語大賞の壁」を越えろ! ブレイク芸人選手権2019 | 21:00 - 22:54  |

| 番組名     | サブタイトル | 放送日           | 放送内容 | 放送時間      |
| ---------- | ------------ | ---------------- | --- | ------------- |
| 有吉の壁13 | 新春SP       | 1月5日（日曜日） | - 「一般人の壁」を越えろ! おもしろ東京ドームシティの人選手権 - 「伝説のネタの壁」を越えろ! 令和バージョンアップ選手権 | 22:30 - 23:25 |

### レギュラー版
放送日時はスペシャル回を除いて、毎週水曜日 19:00 - 19:56→19:00 - 19:54。

#### 2020年
| 回 | 放送日   | 放送内容 | 備考 |
| -- | -------- | --- | --- |
| 1  | 4月8日   | - 「一般人の壁」を越えろ! おもしろ商店街の人選手権 - 「なりきりの壁」を越えろ! ご本人登場選手権 - 「流行語大賞の壁」を越えろ! ブレイク芸人選手権2020 前半戦 - 「第7世代の壁」を越えろ! 新旧対抗ビリビリ大喜利 | 2時間SP（19:00 - 20:54） 番組冒頭で画面右上に「3月5日に収録されたものです。」と表示された 「一般人の壁」の商店街は特番第1回と同じ熱海の商店街 |
| 2  | 4月15日  | - 「一般人の壁」を越えろ! おもしろテレビ局の人選手権 - 「流行語大賞の壁」を越えろ! ブレイク芸人選手権2020 後半戦                                                                                              | 番組冒頭で画面右上に「3月19日に収録されたものです。」と表示された 「Mr.パーカーJr.」の初登場回                                                |
| 3  | 4月22日  | - 「懐かしの壁」を越えろ! おもしろ江戸の人選手権 完全版 - 「流行語大賞の壁」を越えろ! ブレイク芸人選手権2020 延長戦 - 「なりきりの壁」を越えろ! スターのおもしろ自宅公開選手権                                | 前半は2016年7月3日に放送されたものを再編集して放送                                                                                            |
| 4  | 5月6日   | - 「懐かしの壁」を越えろ! おもしろ富士急ハイランドの人選手権 完全版 - 「スピーチの壁」を越えろ! 日本カベデミー賞選手権 - 「敗者復活の壁」を越えろ! ブレイク芸人総選挙                                         | 2時間SP（19:00 - 20:54） 前半は2017年12月29日に放送されたものを再編集して放送 「2020年5月度ギャラクシー賞月間賞」を受賞                       |
| 5  | 5月20日  | - 「懐かしの壁」を越えろ! おもしろハワイアンリゾートの人選手権 完全版 - 「流行語大賞の壁」を越えろ! ブレイク芸人選手権2020                                                                                    | 前半は2017年6月24日に放送されたものを再編集して放送                                                                                           |
| 6  | 5月27日  | - 「懐かしの壁」を越えろ! おもしろキャンパスの人選手権 完全版 - 「なりきりの壁」を越えろ! スターのおもしろ自宅公開選手権                                                                                      | 前半は2018年9月23日に放送されたものを再編集して放送                                                                                           |
| 7  | 6月3日   | - 「懐かしの壁」を越えろ! おもしろ遊園地の人選手権 完全版 - 「流行語大賞の壁」を越えろ! ブレイク芸人選手権2020                                                                                                | 前半は2016年12月24日に放送されたものを再編集して放送                                                                                          |
| 8  | 6月10日  | - 「懐かしの壁」を越えろ! おもしろ箱根の人選手権 完全版 - 「パフォーマンスの壁」を越えろ! KabeEats選手権 | 前半は2017年4月16日に放送されたものを再編集して放送                                                                                           |
| 9  | 7月1日   | - 「一般人の壁」を越えろ! おもしろ高校の人選手権 - 「名作の壁」を越えろ! 水曜ロードショー - 「流行語大賞の壁」を越えろ! ブレイク芸人選手権2020 - 「フリマの壁」を越えろ! フリップマーケット                   | 2時間SP（19:00 - 20:54） 約3か月ぶりに「一般人の壁」が復活                                                                                    |
| 10 | 7月15日  | - 「一般人の壁」を越えろ! おもしろ結婚式場の人選手権 - 「流行語大賞の壁」を越えろ! ブレイク芸人選手権2020 | 「KOUGU維新」の初登場回 |
| 11 | 7月22日  | - 「一般人の壁」を越えろ! おもしろアスレチック遊園地の人選手権 - 「パフォーマンスの壁」を越えろ! KabeEats選手権                                                                                               | |
| 12 | 8月5日   | - 「なりきりの壁」を越えろ! 有名人の集まるお蕎麦屋さん選手権 前半戦 - 「学園ドラマの壁」を越えろ! おもしろヤンキー選手権                                                                                      | |
| 13 | 8月12日  | - 「一般人の壁」を越えろ! おもしろサンシャインシティの人選手権 - 「流行語大賞の壁」を越えろ! ブレイク芸人選手権2020                                                                                           | |
| 14 | 8月19日  | - 「2時間ドラマの壁」を越えろ! 水曜サスペンス劇場 - 「なりきりの壁」を越えろ! 有名人の集まるお蕎麦屋さん選手権 後半戦                                                                                         | [ 注 28 ] |
| 15 | 8月26日  | - 「一般人の壁」を越えろ! さよならとしまえんSP - 「なりきりの壁」を越えろ! ご本人登場選手権 - 「流行語大賞の壁」を越えろ! ブレイク芸人選手権2020 - 「夏祭りの壁」を越えろ! おもしろ屋台選手権                 | 2時間SP（19:00 - 20:54） 「Mr.パーカーJr.」シーズン1が終了。                                                                                  |
| 16 | 9月9日   | - 「一般人の壁」を越えろ! おもしろスーパー銭湯の人選手権 - 「パフォーマンスの壁」を越えろ! KabeEats選手権 | |
| 17 | 9月16日  | - 「一般人の壁」を越えろ! おもしろビックカメラの人選手権 - 「流行語大賞の壁」を越えろ! ブレイク芸人選手権2020                                                                                                 | |
| 18 | 9月30日  | - 「一般人の壁」を越えろ! おもしろサマーランドの人選手権 - 「スピーチの壁」を越えろ! 第2回日本カベデミー賞選手権 - 「流行語大賞の壁」を越えろ! ブレイク芸人選手権2020                                         | 2時間スペシャル（19:00 - 20:54）。 |
| 19 | 10月14日 | - 「一般人の壁」を越えろ! おもしろショッピングモールの人選手権 - 「なりきりの壁」を越えろ! 有名人がお忍びで通う中華料理店 前半戦                                                                              | |
| 20 | 10月21日 | - 「青春の壁」を越えろ! おもしろ文化祭選手権 - 「流行語大賞の壁」を越えろ! ブレイク芸人選手権2020 | |
| 21 | 10月28日 | - 「仮装の壁」を越えろ! おもしろハロウィンの人選手権 - 「なりきりの壁」を越えろ! 有名人がお忍びで通う中華料理店 後半戦                                                                                        | |
| 22 | 11月4日  | - 「一般人の壁」を越えろ! おもしろ東急ハンズの人選手権 - 「流行語大賞の壁」を越えろ! ブレイク芸人選手権2020                                                                                                   | |
| 23 | 11月18日 | - 「一般人の壁」を越えろ! おもしろ大塚家具の人選手権 - 「流行語大賞の壁」を越えろ! ブレイク芸人選手権2020 | 「KOUGU維新」第一章が完結 |
| 24 | 12月9日  | - 「一般人の壁」を越えろ! おもしろクリスマスのスカイツリーの人選手権 - 「なりきりの壁」を越えろ! ご本人登場選手権 - 「賞レースの壁」を越えろ! 男版THE W - 「ごちそうの壁」を越えろ! 新旧対抗寿司ネタ大喜利    | 3時間SP（19:00 - 21:54） TVerのバラエティ部門「エピソード賞」を受賞                                                                           |
| 25 | 12月30日 | - 年末総決算! 壁芸人グランプリ2020 - 「一般人の壁」を越えろ! おもしろ遊園地の人選手権 - 「なりきりの壁」を越えろ! 有名人がお忍びで訪れる温泉旅館                                                              | 3時間SP（18:00 - 21:00） 佐久間大介・深澤辰哉・渡辺翔太（Snow Man）がゲスト出演                                                               |

#### 2021年
| 回 | 放送日   | 放送内容 | 備考                                                               |
| -- | -------- | --- | ------------------------------------------------------------------ |
| 26 | 1月13日  | - 「一般人の壁」を越えろ! おもしろ印刷会社の人選手権 - 「流行語大賞の壁」を越えろ! ブレイク芸人選手権 |                                                                    |
| 27 | 1月20日  | - 「一般人の壁」を越えろ! おもしろアウトレットの人選手権 - 「流行語大賞の壁」を越えろ! ブレイク芸人選手権 - 「ごちそうの壁」を越えろ! 懐石大喜利 - 「純烈の壁」を越えろ! おもしろ健康ランド選手権                                                                        | 2時間SP（19:00 - 20:54）                                           |
| 28 | 1月27日  | - 「一般人の壁」を越えろ! おもしろサバゲー場の人選手権 - 「パフォーマーの壁」を越えろ! カーベーイーツ選手権 |                                                                    |
| 29 | 2月3日   | - 「名作ゲームの壁」を越えろ! カベゴンクエスト選手権 - 「流行語大賞の壁」を越えろ! ブレイク芸人選手権 |                                                                    |
| 30 | 2月17日  | - 「青春の壁」を越えろ! おもしろバレンタイン選手権 - 「パフォーマーの壁」を越えろ! カーベーイーツ選手権 | 杉山裕之（我が家）が電話出演                                       |
| 31 | 2月24日  | - 「一般人の壁」を越えろ! おもしろ巨大温浴施設の人選手権 - 「バズりの壁」を越えろ! ブレイクアーティスト選手権 |                                                                    |
| 32 | 3月3日   | - 「一般人の壁」を越えろ! おもしろ横浜スタジアムの人選手権 - 「なりきりの壁」を越えろ! ご本人登場選手権 - 「流行語大賞の壁」を越えろ! ブレイク芸人選手権 - 商品争奪! モノボケリサイクルショップ                                                                          | 2時間SP（19:00 - 20:54）                                           |
| 33 | 3月17日  | - 「一般人の壁」を越えろ! おもしろイルミネーション競馬場の人選手権 - 「バズりの壁」を越えろ! ブレイクアーティスト選手権 |                                                                    |
| 34 | 4月7日   | - 「一般人の壁」を越えろ! おもしろラウンドワンの人選手権 - 「バズりの壁」を越えろ! ブレイクアーティスト選手権 - 「ごちそうの壁」を越えろ! 懐石大喜利 - 「スピーチの壁」を越えろ！第3回日本カベデミー賞選手権                                                             | 2時間SP（19:00 - 20:54）                                           |
| 35 | 4月14日  | - 「一般人の壁」を越えろ! おもしろショッピングモールの人選手権 - 「流行語大賞の壁」を越えろ! ブレイク芸人選手権 |                                                                    |
| 36 | 4月21日  | - 「一般人の壁」を越えろ! おもしろ丸ビルの人選手権 - 「バズりの壁」を越えろ! ブレイクアーティスト選手権 |                                                                    |
| 37 | 4月28日  | - 「一般人の壁」を越えろ! おもしろニトリの人選手権 - 「フリマの壁」を越えろ! フリップマーケット |                                                                    |
| 38 | 5月12日  | - 「一般人の壁」を越えろ! おもしろ江戸の人選手権 - 「流行語大賞の壁」を越えろ! ブレイク芸人選手権 | [ 注 31 ]                                                          |
| 39 | 5月19日  | - 「一般人の壁」を越えろ! おもしろ文化服装学院の人選手権 - 「バズりの壁」を越えろ! ブレイクアーティスト選手権 | [ 注 32 ]                                                          |
| 40 | 5月26日  | - 「一般人の壁」を越えろ! おもしろスポーツテーマパークの人選手権 - 「流行語大賞の壁」を越えろ! ブレイク芸人選手権 | [ 注 33 ]                                                          |
| 41 | 6月9日   | - 「一般人の壁」を越えろ! おもしろ八景島シーパラダイスの人選手権 - 「なりきりの壁」を越えろ! ご本人登場選手権 - 「ごちそうの壁」を越えろ! 絶品中華争奪大喜利 | 2時間SP（19:00 - 20:54）                                           |
| 42 | 6月16日  | - 「一般人の壁」を越えろ! おもしろ映画館の人選手権 - 「バズりの壁」を越えろ! ブレイクアーティスト選手権 |                                                                    |
| 43 | 6月23日  | - 「名シーンの壁」を越えろ! おもしろ刑事ドラマの人選手権 - 「流行語大賞の壁」を越えろ! ブレイク芸人選手権 |                                                                    |
| 44 | 7月7日   | - 「一般人の壁」を越えろ! おもしろ星野リゾートの人選手権 - 「なりきりの壁」を越えろ! 有名人が集まる日本料理店 前半戦 | [ 注 34 ]                                                          |
| 45 | 7月21日  | - 「一般人の壁」を越えろ! おもしろ学校の怪談選手権 - 「流行語大賞の壁」を越えろ! ブレイク芸人選手権 |                                                                    |
| 46 | 7月28日  | - 真夏の壁芸人グランプリ2021 | 2時間SP（19:00 - 20:54）                                           |
| 47 | 8月18日  | - 「一般人の壁」を越えろ! おもしろPARCOの人選手権 - 「バズりの壁」を越えろ! ブレイクアーティスト選手権 |                                                                    |
| 48 | 8月22日  | - 「一般人の壁」を越えろ! おもしろテレビ局の人選手権 - ミスター壁総選挙 - 「なりきりの壁」を越えろ! 有名人が集まる日本料理店 後半戦 | 3時間SP（1:30ごろ - 4:30ごろ） King & Prince、水卜麻美がゲスト出演 |
| 49 | 8月25日  | 特別企画『有吉の壁 修学旅行 in箱根』 - 箱根名物争奪! お土産屋さんでモノボケ選手権 - 有名人と出会える 芦ノ湖遊覧船ツアー - 「監視カメラの壁」を越えろ! お忍びプライベート選手権 - 「ごちそうの壁」を越えろ! 絶品懐石争奪大喜利 - 「温泉の壁」を越えろ! おもしろ即答選手権 | 2時間SP（19:00 - 20:54）                                           |
| 50 | 9月1日   | - 「一般人の壁」を越えろ! おもしろ調理師専門学校の人選手権 - 「流行語大賞の壁」を越えろ! ブレイク芸人選手権 | [ 注 37 ]                                                          |
| 51 | 9月15日  | - 「特撮の壁」を越えろ! おもしろヒーロー選手権 - 「バズりの壁」を越えろ! ブレイクアーティスト選手権 |                                                                    |
| 52 | 9月29日  | - 「一般人の壁」を越えろ! おもしろキャンプ場の人選手権 - 「流行語大賞の壁」を越えろ! ブレイク芸人選手権 - 「ごちそうの壁」を越えろ! 絶品懐石争奪大喜利 - 雑ッ! スターだらけの水泳大会                                                                                    | 2時間SP（19:00 - 20:54）                                           |
| 53 | 10月13日 | - 「一般人の壁」を越えろ! おもしろアート展の人選手権 - 「純烈の壁」を越えろ! おもしろ健康ランド選手権 前半戦 |                                                                    |
| 54 | 10月20日 | - 「ダーツの旅の壁」を越えろ! おもしろ村人選手権 - 「流行語大賞の壁」を越えろ! ブレイク芸人選手権 | [ 注 38 ]                                                          |
| 55 | 10月27日 | - 「ファンタジーの壁」を越えろ! おもしろ童話選手権 - 「バズりの壁」を越えろ! ブレイクアーティスト選手権 |                                                                    |
| 56 | 11月10日 | - 「一般人の壁」を越えろ! おもしろ明治の人選手権 - 「純烈の壁」を越えろ! おもしろ健康ランド選手権 後半戦 |                                                                    |
| 57 | 11月24日 | - 「きつねの壁」を越えろ! 巨大モールで音ネタ選手権 |                                                                    |
| 58 | 12月1日  | - 「一般人の壁」を越えろ! おもしろ東京タワーの人選手権 - 「バズりの壁」を越えろ! ブレイクアーティスト選手権 - 「ごちそうの壁」を越えろ! 高級中華争奪大喜利 - 〜光とお笑いの祭典〜 おもしろイルミネーション選手権 - 「シソンヌの壁」を越えろ! 大声ネタ選手権              | 3時間SP（19:00 - 21:54）                                           |
| 59 | 12月29日 | - 年末総決算! 壁芸人グランプリ2021 特別企画『有吉の壁 修学旅行 in熱海』 - 有名人と出会える熱海遊覧船ツアー - 「監視カメラの壁」を越えろ! 修学旅行のひとコマ選手権 - 「置き去りの壁」を越えろ! おもしろバスツアー - 「温泉の壁」を越えろ! おもしろ即答選手権              | 3時間SP（18:00 - 21:00）                                           |

#### 2022年
| 回               | 放送日   | 放送内容 | 備考                                                            |
| ---------------- | -------- | --- | --------------------------------------------------------------- |
| 60               | 1月12日  | - 「一般人の壁」を越えろ! おもしろドン・キホーテの人選手権 - 「流行語大賞の壁」を越えろ! ブレイク芸人選手権                                                                 |                                                                 |
| 61               | 1月19日  | - 「一般人の壁」を越えろ! おもしろタワーレコードの人選手権 - 「流行語大賞の壁」を越えろ! ブレイク芸人選手権                                                                 |                                                                 |
| 62               | 1月26日  | - 「酔っ払いの壁」を越えろ! おもしろ壁横丁 - 「阿佐ヶ谷姉妹の壁」を越えろ! おもしろ姉妹選手権                                                                               |                                                                 |
| 63               | 2月2日   | - 「一般人の壁」を越えろ! おもしろ航空科学博物館の人選手権 - 「バズりの壁」を越えろ! ブレイクアーティスト選手権                                                             |                                                                 |
| 64               | 2月16日  | - 「助っ人と壁」を越えろ! おもしろ学園選手権 - 「流行語大賞の壁」を越えろ! ブレイク芸人選手権                                                                               |                                                                 |
| 65               | 2月23日  | - 「一般人の壁」を越えろ! おもしろ赤レンガ倉庫の人選手権 - 「中継の壁」を越えろ! おもしろリポート選手権 - 「ごちそうの壁」を越えろ! 高級中華争奪大喜利                      | 2時間SP（19:00 - 20:54）                                        |
| 66               | 3月9日   | - 「一般人の壁」を越えろ! おもしろフラワーパークの人選手権 - 「バズりの壁」を越えろ! ブレイクアーティスト選手権                                                             |                                                                 |
| 67               | 3月23日  | - 「一般人の壁」を越えろ! おもしろヴィーナスフォートの人選手権 - 「流行語大賞の壁」を越えろ! ブレイク芸人選手権2022                                                         |                                                                 |
| 第3回 若手予選会 | 3月29日  | - 「一般人の壁」を越えろ! おもしろショッピングモールの人選手権 |                                                                 |
| 68               | 4月6日   | - 「一般人の壁」を越えろ! おもしろZOZOマリンスタジアムの人選手権 - 「スピーチの壁」を越えろ! 第4回日本カベデミー大賞                                                        | 2時間SP（19:00 - 21:00）                                        |
| 69               | 4月20日  | - 「ドラマの壁」を越えろ! イケメンだらけのキャンパス選手権 - 「バズりの壁」を越えろ! ブレイクアーティスト選手権                                                             | 「一般人の壁」形式のコーナーで初めて全てのネタが「×」となった。 |
| 70               | 4月27日  | - 「一般人の壁」を越えろ! おもしろゴルフ場の人選手権 - 「錦鯉の壁」を越えろ! おバカネタ選手権                                                                               |                                                                 |
| 71               | 5月11日  | - 「一般人の壁」を越えろ! おもしろお仕事テーマパークの人選手権 - 「バズりの壁」を越えろ! ブレイクアーティスト選手権                                                         |                                                                 |
| 72               | 5月25日  | - 「一般人の壁」を越えろ! おもしろ豪華客船の人選手権 - 「流行語大賞の壁」を越えろ! ブレイク芸人選手権2022                                                                   | あいなぷぅ（パーパー）が代理アシスタント                        |
| 73               | 6月8日   | - 有名人と会える山中湖ツアー - 「一般人の壁」を越えろ! おもしろ忍者の人選手権 - 「ローカル線の壁」を越えろ! おもしろい人だけが乗れる電車                                    | 2時間SP（19:00 - 21:00）                                        |
| 74               | 6月15日  | - 「即興ユニットの壁」を越えろ! おもしろホームセンターの人選手権 - 「バズりの壁」を越えろ! ブレイクアーティスト選手権                                                       |                                                                 |
| 75               | 6月22日  | - 「一般人の壁」を越えろ! おもしろ結婚式場の人選手権 - 「流行語大賞の壁」を越えろ! ブレイク芸人選手権2022                                                                   |                                                                 |
| 76               | 6月29日  | - 「一般人の壁」を越えろ! おもしろアニメーション専門学校の人選手権 - 「バズりの壁」を越えろ! ブレイクアーティスト選手権                                                     |                                                                 |
| 77               | 7月20日  | - 「即興の壁」を越えろ! ロケ大喜利ツアー - 「流行語大賞の壁」を越えろ! ブレイク芸人選手権2022                                                                               |                                                                 |
| 78               | 7月27日  | - 「青春の壁」を越えろ! おもしろ部活動選手権 - 「バズりの壁」を越えろ! ブレイクアーティスト選手権                                                                           |                                                                 |
| 79               | 8月3日   | - 「一般人の壁」を越えろ! おもしろ大江戸温泉物語の人選手権 - 「なりきりの壁」を越えろ! 有名人がさまよう巨大迷路 - 「ごちそうの壁」を越えろ! 栃木名物争奪大喜利              | 2時間SP（19:00 - 21:00）                                        |
| 80               | 8月24日  | - 「一般人の壁」を越えろ! おもしろ巨大プールの人選手権 - 「バズりの壁」を越えろ! ブレイクアーティスト選手権                                                                 | 村山輝星がゲスト出演                                            |
| 81               | 9月7日   | - 「ダーツの旅の壁」を越えろ! おもしろ村人選手権 | [ 注 38 ]                                                       |
| 82               | 9月14日  | - 若手vsベテラン! おもしろ市場の人選手権 - 「バズりの壁」を越えろ! ブレイクアーティスト選手権                                                                               |                                                                 |
| 83               | 9月28日  | - 「即興ユニットの壁」を越えろ! おもしろアウトレットの人選手権 - 「ローカル線の壁」を越えろ! おもしろい人だけが乗れる列車 - ボケ高校vsツッコミ学園 おもしろ大決闘!          | 2時間SP（19:00 - 21:00）                                        |
| 84               | 10月19日 | - 「一般人の壁」を越えろ! おもしろショッピングモールの人選手権 | 番組史上過去最多の40組、81人が登場した。                        |
| 85               | 10月26日 | - 「一般人の壁」を越えろ! おもしろスポーツショップの人選手権 | 那須川天心、栃武蔵、若元春、ラミレスがゲスト出演                |
| 86               | 11月2日  | - 「一般人の壁」を越えろ! おもしろ浅草の人選手権 - 「流行語大賞の壁」を越えろ! ブレイク芸人選手権2022                                                                       | アニマル浜口、浜口京子がゲスト出演                              |
| 87               | 11月30日 | - 「一般人の壁」を越えろ! おもしろ巨大スパの人選手権 - 有名人と出会える屋形船ツアー - 「寒さの壁」を越えろ! 雪上大喜利 - 「バズりの壁」を越えろ! ブレイクアーティスト選手権 | 2時間SP（19:00 - 21:00） 佐藤勝利（Sexy Zone）がゲスト出演      |
| 88               | 12月21日 | - 「一般人の壁」を越えろ! おもしろSL公園の人選手権 - 「なりきりの壁」を越えろ! 豪華おもしろディナーショー - 「即興の壁」を越えろ! おもしろ団体客だけが泊まれるハトヤホテル  | 2時間SP（19:00 - 21:00）                                        |

#### 2023年
| 回  | 放送日   | 放送内容 | 備考 |
| --- | -------- | --- | --- |
| 89  | 1月11日  | - 「一般人の壁」を越えろ! おもしろスキー場の人選手権 - 「一瞬の壁」を越えろ! おもしろい人とすれ違うリフト - 「ごちそうの壁」を越えろ! 新春キャラ芸福袋 - 「温泉の壁」を越えろ! おもしろ即答選手権 | 2時間SP（19:00 - 21:00） |
| 90  | 1月18日  | - 「一般人の壁」を越えろ! おもしろ美容専門学校の人選手権 - 「バズりの壁」を越えろ! ブレイクアーティスト選手権                                                                                     | 近藤千尋、LiLiCoがゲスト出演 |
| 91  | 1月25日  | - 「即興男女ユニットの壁」を越えろ! おもしろアスレチック遊園地の人選手権 | 山本浩司（タイムマシーン3号）と高木ひとみ〇（ぽんぽこ）のペアが優勝                                                                    |
| 92  | 2月1日   | - 「一般人の壁」を越えろ! おもしろ家電量販店の人選手権 - 「流行語大賞の壁」を越えろ! ブレイク芸人選手権2023                                                                                       | |
| 93  | 2月8日   | - 「助っ人と壁」を越えろ! おもしろ工業大学選手権 - 「バズりの壁」を越えろ! ブレイクアーティスト選手権                                                                                             | |
| 94  | 3月1日   | - 「一般人の壁」を越えろ! おもしろレゴランドの人選手権 - 脱落者は置き去り! おもしろサバイバルクルーズ - 「テーマパークの壁」を越えろ! おもしろ壁シックパーク                                      | 2時間SP（19:00 - 21:00） 呂布カルマ、馬瓜エブリンがゲスト出演                                                                          |
| 95  | 3月15日  | - 「テレビ局の壁」を越えろ! おもしろNHKの人選手権 | 「NHK×日テレ コラボウィーク」の企画の一環として実施。 ゲストとしてどーもくん、シュッシュ、博多華丸（博多華丸・大吉）、武田真治が出演。 |
| 96  | 3月29日  | - 「選んだ先輩と壁」を越えろ! おもしろ大江戸温泉の人選手権 - 「バズりの壁」を越えろ! ブレイクアーティスト選手権 - 「桜前線の壁」を越えろ! おもしろご陽気宴会芸!                                   | 2時間SP（19:00 - 21:00） |
| 97  | 4月19日  | 特別企画『都道府県対抗! 春の全国おもしろ選手権』 - 都道府県対抗! おもしろららぽーとの人選手権 - ふるさと便で即興ご当地キャラ選手権 - 都道府県対抗! ご当地大喜利                                   | 2時間SP（19:00 - 21:00） 栃木県チーム（U字工事）が優勝、宮城県チーム（尾形・狩野・安村）が最下位                                       |
| 98  | 4月26日  | - 「一般人の壁」を越えろ! おもしろサンシャインシティの人選手権 | 史上最多の41組85人が参加。 |
| 99  | 5月17日  | - 「一般人の壁」を越えろ! おもしろ国立競技場の人選手権 | Jリーグ30周年特別コラボ ゲストとしてラモス瑠偉、中澤佑二、岡野雅行が出演。                                                             |
| 100 | 5月24日  | - 初夏の栃木・宇都宮2時間SP - 「一般人の壁」を越えろ! おもしろ商店街の人選手権 - 「なりきりの壁」を越えろ! 有名人が集まる宇都宮屋台横丁 - アイテムを使って即興ネタ! モノボケリサイクルショップ    | 2時間SP（19:00 - 21:00） ゲストとしてとちまるくんが出演。                                                                              |
| 101 | 6月7日   | - 「一般人の壁」を越えろ! おもしろ市場の人選手権 - 「バズりの壁」を越えろ! ブレイクアーティスト選手権                                                                                             | レギュラー放送100回目。 ゲストとして若元春、一山本が出演。                                                                             |
| 102 | 6月14日  | - 「一般人の壁」を越えろ! おもしろコクヨの人選手権 - 「バズりの壁」を越えろ! ブレイクアーティスト選手権                                                                                           | |
| 103 | 6月28日  | - 「即興男女ユニットの壁」を越えろ! おもしろテーマパークの人選手権 - 「ローカル線の壁」を越えろ! おもしろヤンキーだけが乗れる列車 - 「バズりの壁」を越えろ! ブレイクアーティスト選手権            | 2時間SP（19:00 - 21:00） |
| 104 | 7月19日  | - 「一般人の壁」を越えろ! おもしろ清川村の人選手権 | |
| 105 | 7月26日  | - 「青春の壁」を越えろ! 部活対抗おもしろ選手権 - 「流行語大賞の壁」を越えろ! ブレイク芸人選手権2023                                                                                               | ゲストとして原晋、田臥勇太、杉山愛が出演。                                                                                             |
| 106 | 8月2日   | - 「一般人の壁」を越えろ! おもしろ秩父宮ラグビー場の人選手権 - 「バズりの壁」を越えろ! ブレイクアーティスト選手権                                                                                 | ゲストとして田中史朗、真壁伸弥、中島イシレリ、レンジーが出演。                                                                         |
| 107 | 8月9日   | - 「一般人の壁」を越えろ! おもしろ商店街の人選手権 - 横浜中華街中継! おもしろリポート選手権 - 「ポテンシャルの壁」を越えろ! 後藤の伸びしろ開拓選手権                                              | 2時間SP（19:00 - 21:00） ゲストとしてみなっちが出演。                                                                                  |
| 108 | 8月16日  | - 「一般人の壁」を越えろ! おもしろホテル三日月の人選手権 | ゲストとして大橋和也・大西流星・高橋恭平（なにわ男子）が出演。                                                                         |
| 109 | 9月6日   | - 「選んだ先輩と壁」を越えろ! おもしろ立教大学の人選手権 - 「バズりの壁」を越えろ! ブレイクアーティスト選手権 - 「なりきりの壁」を越えろ! 有名人が集まる夏祭り                                    | 2時間SP（19:00 - 21:00） |
| 110 | 9月13日  | - 「一般人の壁」を越えろ! おもしろ浅草の人選手権 - 「バズりの壁」を越えろ! ブレイクアーティスト選手権                                                                                             | ゲストとして純烈、梅沢富美男が出演。                                                                                                   |
| 111 | 9月27日  | - 「一般人の壁」を越えろ! おもしろ家電量販店の人選手権 - 「流行語大賞の壁」を越えろ! ブレイク芸人選手権2023                                                                                       | ゲストとして赤井英和、赤井佳子、本並健治、丸山桂里奈が出演。                                                                           |
| 112 | 10月4日  | - 「一般人の壁」を越えろ! おもしろ初島の人選手権 - 熱海商店街 新マスコットオーディション! - 「流行語大賞の壁」を越えろ! ブレイク芸人選手権2023                                                    | 2時間SP（19:00 - 21:00） |
| 113 | 10月11日 | - 「一般人の壁」を越えろ! おもしろ芸能事務所の人選手権 - 「バズりの壁」を越えろ! ブレイクアーティスト選手権                                                                                       | ゲストとして松本利夫、MAKIDAI、TETSUYA、NAOTO、世界、佐藤大樹、Girls²、栗原恵、他LDHアーティストが出演。                               |
| 114 | 11月22日 | - 「男女即興ユニットの壁」を越えろ! おもしろアウトレットの人選手権 - アドリブ大河「面白殿の17人」 - 「バズりの壁」を越えろ! ブレイクアーティスト選手権                                            | 2時間SP（19:00 - 21:00） |
| 115 | 11月29日 | - 「一般人の壁」を越えろ! おもしろスカイツリーの人選手権 | 史上最多の41組84人が登場した。 |
| 116 | 12月6日  | - 「師走の壁」を越えろ! おもしろ川崎大師 仲見世通りの人選手権 - 「寒さの壁」を越えろ! 雪上大喜利 - 「なりきりの壁」を越えろ! 豪華おもしろディナーショー                                           | 2時間SP（19:00 - 21:00） ゲストとして吉井裕鷹、トーマス・ウィンブッシュ、ロスコ・アレン、篠山竜青、藤井祐眞が出演。                    |

#### 2024年
| 回              | 放送日   | 放送内容 | 備考 |
| --------------- | -------- | --- | --- |
| 117             | 1月24日  | - 「一般人の壁」を越えろ! おもしろ新宿の人選手権 | |
| 118             | 1月31日  | - 「一般人の壁」を越えろ! おもしろイルミネーションの人選手権 - 「バズりの壁」を越えろ! ブレイクアーティスト選手権 - 「ごちそうの壁」を越えろ! 新春キャラ芸福袋                      | 2時間SP（19:00 - 21:00） 本来は1月17日放送予定だったが、能登半島地震の影響で延期となっていた。 |
| 119             | 2月14日  | - 「一般人の壁」を越えろ!おもしろドン・キホーテの人選手権 | |
| 120             | 2月21日  | - 壁芸人グランプリ | |
| 121             | 2月28日  | - 「一般人の壁」を越えろ! おもしろ長生村の人選手権 - 「1万人の壁」を越えろ! ブレイクアーティスト選手権 THE LIVE 特別編                                                              | 2時間SP（19:00 - 21:00） ゲストとして松島聡（Sexy Zone）が出演。 |
| 122             | 3月13日  | - 「一般人の壁」を越えろ! おもしろ刑事ドラマの人選手権 - 「バズりの壁」を越えろ! ブレイクアーティスト選手権                                                                         | ゲストとして白竜が出演。 |
| 123             | 3月20日  | - 「一般人の壁」を越えろ! おもしろ巨大スパの人選手権 - 「バズりの壁」を越えろ! ブレイクアーティスト選手権                                                                           | ゲストとして陣内貴美子が出演。 |
| 124             | 3月27日  | - 「一般人の壁」を越えろ! おもしろ百貨店の人選手権か - アドリブ大河「面白殿の17人 〜春の陣〜」 - AIが選んだ最強コンビ選手権                                                         | 2時間SP（19:00 - 21:00） |
| 125             | 4月17日  | - 「一般人の壁」を越えろ! おもしろららぽーと豊洲の人選手権 | 史上最多の組数・人数が登場した。 |
| 126             | 4月24日  | - 「即興男女ユニットの壁」を越えろ! おもしろ法政大学の人選手権 | |
| 127             | 5月8日   | - 「一般人の壁」を越えろ! おもしろ商店街の人選手権 - 「バズりの壁」を越えろ! ブレイクアーティスト選手権                                                                             | ゲストとして河合郁人が出演。 |
| 128             | 5月15日  | - タイマンで四天王を決めろ! おもしろヤンキーが集まるアミューズメントパーク - 「バズりの壁」を越えろ! ブレイクアーティスト選手権                                                     | 壁四天王に選ばれたヤンキーキャラには10ポイントが贈呈された。 |
| 129             | 5月22日  | - 「一般人の壁」を越えろ! おもしろ豊橋の人選手権 - 30秒で豊橋をPR! スターに出会えるおもしろ路面電車 - 市議会大喜利                                                                  | 2時間SP（19:00 - 21:00） ゲストとしてトヨッキーとヒケッシーが出演。 |
| 130             | 6月12日  | - 「一般人の壁」を越えろ! おもしろ道の駅の人選手権 - 「バズりの壁」を越えろ! ブレイクアーティスト選手権                                                                             | ゲストとして一山本、翔猿、若元春が出演。 |
| 第4回若手予選会 | 6月15日  | - 「ゴールデンの壁」を越えろ! 若手予選会2024 | |
| 131             | 6月19日  | - 「一般人の壁」を越えろ! おもしろサマーランドの人選手権 - 「バズりの壁」を越えろ! ブレイクアーティスト選手権 - 見た目だけで相方を選べ! 宣材写真ドラフト - Arikabe's CHOTTOタレント | 3時間SP（19:00 - 21:54） 宣材写真として、 アモーン・アルティメットありがとう・いちご女子プロレス・おもいで財閥・観音日和・銀河と牛・塩辛ちゃん・大納言光子・ちびシャトル・とりあえず夏海・ばい菌持ってる鳩・マヤ文明を作ったマヤおばさん・ゆるえもんが出演。 |
| 132             | 6月26日  | - 「一般人の壁」を越えろ! おもしろメイキング・オブ・ハリー・ポッターの人選手権 | [ 注 49 ] |
| 133             | 7月10日  | - 都道府県対抗! おもしろショッピングモールの人選手権 - 「リポートの壁」を超えろ! NOWニッポンおもしろ中継 - 都道府県対抗! ご当地大喜利                                               | 2時間SP（19:00 - 21:00） |
| 134             | 7月17日  | - 「一般人の壁」を超えろ! おもしろ家具ショールームの人選手権 - 「バズりの壁」を超えろ! ブレイクアーティスト選手権                                                                   | ゲストとして有岡大貴（Hey!Say!JUMP）が出演。 |
| 135             | 7月24日  | - 壁芸人グランプリ2024夏 | |
| 136             | 8月14日  | - 「TT兄弟」の壁を超えろ! 新リズムネタ選手権 - 「流行語大賞の壁」を超えろ! ブレイク芸人選手権                                                                                       | |
| 137             | 8月21日  | - 「一般人の壁」を超えろ! おもしろホテル三日月の人選手権 - 「流行語大賞の壁」を超えろ! ブレイク芸人選手権 - 豪華賞品争奪! モノボケリサイクルショップ                                | 2時間SP（19:00 - 21:00） |
| 138             | 8月28日  | - 「一般人の壁」を超えろ! おもしろ家電量販店の人選手権 | ゲストとして天野浩成・雛形あきこ・木原実が出演。 |
| 139             | 9月11日  | - 「アスリートの壁」を超えろ！おもしろスポーツショップの人選手権 | ゲストとして鏡優翔、狩野舞子、橋本壮市、松井大輔が出演。 |
| 140             | 9月25日  | - 「一般人の壁」を超えろ！おもしろ軽井沢の人選手権 - 「なりきりの壁」を超えろ！スターおもしろ別荘中継                                                                               | 2時間SP（19:00 - 21:00） |
| 141             | 10月30日 | - 「一般人の壁」を超えろ！おもしろ商店街の人選手権 | |
| 142             | 11月13日 | - 壁芸人グランプリ2024冬 | |
| 143             | 11月20日 | - 「一般人の壁」を超えろ！おもしろ横浜アリーナの人選手権 - 「バズりの壁」を超えろ！ブレイクアーティスト選手権 - 「ポテンシャルの壁」を超えろ！シン・えいじ引き出し選手権            | 2時間SP（19:00 - 21:00） ゲストとしてGENERATIONS from EXILE TRIBE、EXILE TETSUYA、世界、佐藤大樹、f5ve、LIL LEAGUE from EXILE TRIBE、WOLF HOWL HARMONYが出演。                                                                                               |
| 144             | 11月27日 | - 「一般人の壁」を超えろ！おもしろNikonの人選手権 - 「バズりの壁」を超えろ！ブレイクアーティスト選手権                                                                              | ゲストとして永尾柚乃が出演。 |
| 145             | 12月11日 | - 「一般人の壁」を超えろ！おもしろ群馬の人選手権 - 「なりきりの壁」を超えろ！おもしろディナーショー                                                                                 | 2時間SP（19:00 - 21:00） ゲストとして岡澤セオン、櫻井つぐみが出演。 |

#### 2025年
| 回  | 放送日  | 放送内容 | 備考 |
| --- | ------- | --- | --- |
| 146 | 1月8日  | - 「即興男女ユニットの壁」を越えろ！おもしろ千客万来の人選手権 - 「世界の壁」を越えろ！Arikabe’s CHOTTOタレント - 「見た目だけで相方を選べ！宣材写真ドラフト」 | 3時間SP（19:00 - 22:00） Arikabe’s CHOTTOタレントでは、有吉、佐藤栞里に加え、本物のゴットタレント出場経験者であるとにかく明るい安村の3人で判定。3人ともが〇を出したらクリア。 宣材写真ドラフトには、ウッチィ、おしどり大名、かにゃ、キモトウトサ、キャノンすえなが、カルメンひろき、大乱ポゥ！ボマッシュブラ坊主！、W刑事、だま、ちかえの子ども!!、ねりまだいこん。、パンタグラフ、みちばたコンサートが出演。 |
| 147 | 1月22日 | - 「一般人の壁」を越えろ！おもしろイルミネーションの人選手権                                                                                                   | ゲストとして益田直也、国吉佑樹、鈴木昭汰が出演。 |
| 148 | 1月29日 | - 「一般人の壁」を越えろ！おもしろ歌舞伎町タワーの人選手権 - 「バズりの壁」を超えろ！ブレイクアーティスト選手権                                                | |
| 149 | 2月5日  | - 「リポートの壁」を越えろ！ニッポンおもしろ中継 - 「バズりの壁」を越えろ！ブレイクアーティスト選手権                                                          | ZIP!とのコラボ企画。 草津温泉、渋谷スカイ、中田島砂丘、みなかみ高原スキーリゾート、宇都宮餃子来らっせ、江の島、メズム東京、アリス美容室でロケ。 |
| 150 | 2月19日 | - 「一般人の壁」を越えろ！おもしろビックカメラ＆小田急ハルクの人選手権 - 「バズりの壁」を越えろ！ブレイクアーティスト選手権 - 「寒さの壁」を越えろ！雪上大喜利 | 2時間SP（19:00 - 21:00） |
| 151 | 2月26日 | - 壁芸人グランプリ2025冬 | |
| 152 | 3月5日  | - 「一般人の壁」を越えろ！おもしろホームセンターの人選手権 - 「バズりの壁」を越えろ！ブレイクアーティスト選手権                                                | |
| 153 | 3月12日 | - 「生放送の壁」を越えろ！浅草花やしきの人選手権 | 番組史上初の生放送での一般人の壁を実施。 |
| 154 | 4月2日  | - 「一般人の壁」を越えろ！おもしろ熱海の人選手権 - 「ごちそうの壁」を越えろ！懐石大喜利                                                                        | 2時間SP（19:00 - 21:00） |
| 155 | 4月16日 | - 「一般人の壁」を越えろ！おもしろ大阪・関西万博の人選手権 | 2時間SP（19:00 - 21:00） |
| 156 | 4月23日 | - 「一般人の壁」を越えろ！おもしろ巨大温浴施設の人選手権 | ゲストとして上田竜也、槙原寛己が出演。 |
| 157 | 4月30日 | - 「なりきりの壁」を越えろ！ご本人登場選手権 | |
| 158 | 5月14日 | - 「一般人の壁」を越えろ！おもしろドン・キホーテの人選手権 | ゲストとして那須川天心、純烈が出演。 |
| 159 | 5月21日 | - 「リポートの壁」を越えろ！ニッポンおもしろ中継 | ZIP!とのコラボ企画。 |
| 160 | 5月28日 | - 「一般人の壁」を越えろ！おもしろ横須賀商店街＆特産市場の人選手権                                                                                             | ゲストとして伊藤一朗（Every Little Thing）、登坂絵莉が出演。 |
| 161 | 6月18日 | - 「即興男女ユニットの壁」を越えろ！おもしろアウトレットの人選手権                                                                                             | |
| 162 | 6月25日 | - 「一般人の壁」を越えろ！おもしろ大洗町の人選手権 | 2時間SP（19:00 - 21:00） |
| 163 | 7月9日  | - 「一般人の壁」を越えろ！おもしろ駅ビルの人選手権 | ゲストとして力士の若元春港、一山本大生、錦木徹也が出演 |
| 164 | 7月16日 | - 壁芸人グランプリ2025夏 | ゲストとして伊藤一朗、上田竜也、梅沢富美男、鏡優翔、木原実、純烈、鈴木福、登坂絵莉、永尾柚乃、那須川天心、槙原寛己、松井大輔、松島聡、水卜麻美（日本テレビアナウンサー）が出演 |

## オンラインミュージカル
『最初で最後のミュージカル KOUGU維新±0 〜聖夜ヲ廻ル大工陣』
2020年12月24日にHuluストアで配信。

## リアルライブ
2021年より、人気コーナー「ブレイクアーティスト選手権」に登場した芸人のグループらが中心となってパフォーマンスを披露するライブが毎年行われている（2023年を除く）。
2021年
- 「有吉の壁」Break Artist Live’21 BUDOKAN（2021年11月11日、東京・日本武道館）[40]

出演アーティスト
- 美炎 -BIEN-（チョコレートプラネット、パンサー向井&菅・第一弾）
- MENS N’ DONBURIES（シソンヌ・第一弾）
- B Kind Brothers（パーパーほしの、四千頭身・第一弾）
- KOUGU維新（きつね 他・第一弾）
- 親戚乃家（空気階段、かが屋・第二弾）
- アイニスタ（三四郎・第二弾）
- JKボンバーズ（インポッシブル・第三弾）
- ぷらもでる。（きつね、空気階段かたまり・第三弾）
- 他

2022年
- 「有吉の壁」Break Artist Live（2022年10月12日・13日、神奈川・ぴあアリーナMM）[41][42]

出演アーティスト
DAY1
- 親戚乃家（かが屋、空気階段）
- アイニスタ（三四郎）
- コーラスブラザー＆シスターズ（川村エミコ、近藤くみこ、もう中学生、関太、安藤なつ、おいでやす小田）
- シンディー・キーマ・ラッシー（ジャングルポケット）
- TOFU列伝（とにかく明るい安村、上木恋愛研究所）
- 美炎 -BIEN-（チョコレートプラネット、菅良太郎・向井慧）
- KOUGU維新（きつね、トム・ブラウン、空気階段、石橋遼大、ほしのディスコ、ワタリ119、向井慧、小宮浩信、賀屋、宮下兼史鷹、野田クリスタル、芝大輔）ほか
- タイヤ・パンク（ジェラードン）
- 壁キャラメドレー
  - シュガーロンロン（蛙亭・中野）
  - MAPPA（尾形貴弘）
  - バーディーさん ほか
- 助っ人芸人（EXIT、ぺこぱ）

DAY2
- ガードルズ（三四郎、どぶろっく）
- イーストキングス（ハナコ）
- 超銀河ディーバ モヘロス（トム・ブラウン、吉住、しずる）
- SHINO部（長谷川忍、きつね）
- SOBBA（シソンヌ）
- モゥ～ガール（川村エミコ、近藤くみこ、幸）
- LOVE PSYCHE TRAIN（とにかく明るい安村）
- ひろちゃそ＆きーたむ（蛙亭）
- ぷらもでる。（きつね、水川かたまり）
- おたから塚歌劇団 うめ組（阿佐ヶ谷姉妹、あいなぷぅ、椿鬼奴、ヒコロヒー、吉住、佐藤栞里）
- 正直隊（パンサー）
- スーパースターズ（マヂカルラブリー、三四郎、シソンヌ）
- レインボーイズ（四千頭身）
- タイヤ・パンク（ジェラードン）

2024年
- 有吉の壁　BREAK ARTIST LIVE THE FIRST（2024年2月15日、東京・有明アリーナ）[43][44]

第3弾は有吉弘行と佐藤栞里も参戦しMCを務めた。また2月23日・24日に映画館で応援上映「〜映画館の壁を越えろ！壁ライブ応援上映〜」も行われた。
出演アーティスト

## 映画
『有吉の壁 カベデミー賞 THE MOVIE』2022年6月11日・12日の2日間限定で全国公開された。オムニバス作品。
ムチャぶりを受けて即興で回答した架空の作品を実際に制作した。
ドライブ・アイ・サー
- 監督・脚本・助演：みちお（トム・ブラウン）
- 出演：布川ひろき（トム・ブラウン）、関太（タイムマシーン3号）、えいじ（インポッシブル）、長谷川雅紀（錦鯉）、吉住、大津広次・淡路幸誠（きつね）、石橋遼大（四千頭身）、ほしのディスコ（パーパー）、野田クリスタル（マヂカルラブリー）、長田庄平・松尾駿（チョコレートプラネット）／落井実結子、水卜麻美（日本テレビアナウンサー）、水谷隼

万引き裸族
- 監督・脚本・助演：鈴木もぐら（空気階段）
- 出演：水川かたまり（空気階段）、ゴルゴ松本（TIM）、賀屋壮也（かが屋）、益子卓郎（U字工事）、じろう（シソンヌ）、相田周二・小宮浩信（三四郎）、長谷川忍（シソンヌ）／佐藤栞里

秋定麗子物語 A pionner of all things
- 監督・脚本・主演：友近
- 出演：岩崎う大（かもめんたる）、とにかく明るい安村、あいなぷぅ（パーパー）、もう中学生／寺島しのぶ（ナレーション）、原金太郎、山崎銀之丞

まっぱ MAPPA
- 監督・脚本・主演：尾形貴弘（パンサー）
- 出演：菅良太郎・向井慧（パンサー）、山本浩司（タイムマシーン3号）、後藤拓実（四千頭身）、太田博久・斉藤慎二（ジャングルポケット）、イワクラ・中野周平（蛙亭）、ひるちゃん（インポッシブル）

## 京佳お嬢様と奥田執事
『京佳お嬢様と奥田執事』は、2025年1月8日放送分の企画「即興男女ユニットの壁を越えろ！おもしろ千客万来の人選手権」で、金子きょんちぃ（ぱーてぃーちゃん）と奥田修二（ガクテンソク）のペアで行われた4つの即興コントがインターネット上で話題になり、ファンアートやショートストーリーなどの二次創作が多数制作されたことから、制作されたメディアミックスの作品。
本番組の元プロデューサーが代表取締役を務めるQREATIONが制作をしている。

### 制作
「即興男女ユニットの壁を越えろ！おもしろ千客万来の人選手権」で金子と奥田による即席ペアを結成。収録現場で防寒のために毛皮を着用した金子の姿を見た奥田が、「上品になったな」と感じる。その後、偶然奥田のスーツのポケットに蝶ネクタイが入っていることに気付き、「執事とお嬢様」設定のアイデアが生まれた。
2025年1月8日放送分では全4回のショートコントを放送。最後のコントでは別にペアを結成していた虻川美穂子（北陽）・長谷川雅紀（錦鯉）とコラボレーションをされた。
放送後のSNS上での反響を受け、「何かが刺さった」有吉の壁のスタッフは、1月10日に本コント単体の公式アカウントを作成。SNS上の有志によるファンアートやショートストーリーの制作を大歓迎とした上で、「何かするかもしれません」とコメントされ、ショートドラマやコミック化がされている。

### 登場人物
京佳（きょうか）
演：金子きょんちぃ（ぱーてぃーちゃん）
奥田（おくだ）
演：奥田修二（ガクテンソク）
京佳の母親
演：虻川美穂子（北陽）
京佳の父親
演：長谷川雅紀（錦鯉）

### 放送日程
本項目では、「有吉の壁」本編で放送されたショートコントを挙げる。なお、本コントのみ放送終了後に公式Tiktokにて公式の切り抜き動画が配信されており、サブタイトルは公式Tiktokの動画に付けられたタイトルに準拠する。
| No. | 放送日時      | サブタイトル               | 判定 |
| --- | ------------- | -------------------------- | ---- |
| 1   | 2025年 1月8日 | おてんば娘と執事           | ○    |
| 2   | 2025年 1月8日 | 20年お仕えして初めての...  | ○    |
| 3   | 2025年 1月8日 | 寝落ち執事の夢の中には...? | ○    |
| 4   | 2025年 1月8日 | ご両親 お嬢様の成長に涙    | ○    |
| 5   | 2月26日       | 京佳お嬢様の一人暮らし!?   | ×    |
| 6   | 2月26日       | あのじゃじゃ馬が!!         | ×    |
| 7   | 4月16日       | 新執事登場!                | ×    |

### ショートドラマ
2025年1月29日から3月5日まで、毎週水曜日の有吉の壁放送終了後（休止週は19時）に、有吉の壁公式YouTubeおよび、「京佳お嬢様と奥田執事」公式Tiktokにて配信された。

#### 配信日程（放送日程）
本項目では、「有吉の壁」公式YouTubeおよび、『京佳お嬢様と奥田執事』公式Tiktokで配信されたショートドラマを挙げる。

##### 第1シーズン
| No. | 放送日時       | サブタイトル           |
| --- | -------------- | ---------------------- |
| 1   | 2025年 1月29日 | 奥田執事の手帳のヒミツ |
| 2   | 2月5日         | 奥田がいるもん         |
| 3   | 2月12日        | バレンタインの攻防     |
| 4   | 2月19日        | 奥田執事の休息         |
| 5   | 2月26日        | お嬢様愛用のバッグ     |
| 6   | 3月5日         | 京佳お嬢様と奥田執事   |

#### スタッフ（ショートドラマ）
出典：
- 監督:小森裕己
- 脚本協力:前田知礼、佐藤結香
- 監修:伊吹（伊吹とよへ）
- プロデューサー:志水千織（QREATION）
- 演出:橋本和明、本田拓也
- 企画・プロデュース:横澤俊之
- 制作協力:QREATION

### コミック
ショートドラマの最終回が配信された3月5日に漫画化が発表された。砂尾がコミカライズを担当。京佳と奥田執事の日常が展開される。

## ネット局

### 通常放送時のネット局
| 放送対象地域   | 放送局                    | 系列                                         | 放送日時           | ネット状況 |
| -------------- | ------------------------- | -------------------------------------------- | ------------------ | ---------- |
| 関東広域圏     | 日本テレビ（NTV）         | 日本テレビ系列                               | 水曜 19:00 - 19:54 | 制作局     |
| 北海道         | 札幌テレビ（STV）         | 日本テレビ系列                               | 水曜 19:00 - 19:54 | 同時ネット |
| 青森県         | 青森放送（RAB）           | 日本テレビ系列                               | 水曜 19:00 - 19:54 | 同時ネット |
| 岩手県         | テレビ岩手（TVI）         | 日本テレビ系列                               | 水曜 19:00 - 19:54 | 同時ネット |
| 宮城県         | ミヤギテレビ（MMT）       | 日本テレビ系列                               | 水曜 19:00 - 19:54 | 同時ネット |
| 秋田県         | 秋田放送（ABS）           | 日本テレビ系列                               | 水曜 19:00 - 19:54 | 同時ネット |
| 山形県         | 山形放送（YBC）           | 日本テレビ系列                               | 水曜 19:00 - 19:54 | 同時ネット |
| 福島県         | 福島中央テレビ（FCT）     | 日本テレビ系列                               | 水曜 19:00 - 19:54 | 同時ネット |
| 山梨県         | 山梨放送（YBS）           | 日本テレビ系列                               | 水曜 19:00 - 19:54 | 同時ネット |
| 新潟県         | テレビ新潟（TeNY）        | 日本テレビ系列                               | 水曜 19:00 - 19:54 | 同時ネット |
| 長野県         | テレビ信州（TSB）         | 日本テレビ系列                               | 水曜 19:00 - 19:54 | 同時ネット |
| 静岡県         | 静岡第一テレビ（SDT）     | 日本テレビ系列                               | 水曜 19:00 - 19:54 | 同時ネット |
| 富山県         | 北日本放送（KNB）         | 日本テレビ系列                               | 水曜 19:00 - 19:54 | 同時ネット |
| 石川県         | テレビ金沢（KTK）         | 日本テレビ系列                               | 水曜 19:00 - 19:54 | 同時ネット |
| 福井県         | 福井放送（FBC）           | 日本テレビ系列                               | 水曜 19:00 - 19:54 | 同時ネット |
| 中京広域圏     | 中京テレビ（CTV）         | 日本テレビ系列                               | 水曜 19:00 - 19:54 | 同時ネット |
| 近畿広域圏     | 読売テレビ（ytv）         | 日本テレビ系列                               | 水曜 19:00 - 19:54 | 同時ネット |
| 鳥取県・島根県 | 日本海テレビ（NKT）       | 日本テレビ系列                               | 水曜 19:00 - 19:54 | 同時ネット |
| 広島県         | 広島テレビ（HTV）         | 日本テレビ系列                               | 水曜 19:00 - 19:54 | 同時ネット |
| 山口県         | 山口放送（KRY）           | 日本テレビ系列                               | 水曜 19:00 - 19:54 | 同時ネット |
| 徳島県         | 四国放送（JRT）           | 日本テレビ系列                               | 水曜 19:00 - 19:54 | 同時ネット |
| 香川県・岡山県 | 西日本放送（RNC）         | 日本テレビ系列                               | 水曜 19:00 - 19:54 | 同時ネット |
| 愛媛県         | 南海放送（RNB）           | 日本テレビ系列                               | 水曜 19:00 - 19:54 | 同時ネット |
| 高知県         | 高知放送（RKC）           | 日本テレビ系列                               | 水曜 19:00 - 19:54 | 同時ネット |
| 福岡県         | 福岡放送（FBS）           | 日本テレビ系列                               | 水曜 19:00 - 19:54 | 同時ネット |
| 長崎県         | 長崎国際テレビ（NIB）     | 日本テレビ系列                               | 水曜 19:00 - 19:54 | 同時ネット |
| 熊本県         | くまもと県民テレビ（KKT） | 日本テレビ系列                               | 水曜 19:00 - 19:54 | 同時ネット |
| 大分県         | テレビ大分（TOS）         | 日本テレビ系列 フジテレビ系列                | 水曜 19:00 - 19:54 | 同時ネット |
| 鹿児島県       | 鹿児島読売テレビ（KYT）   | 日本テレビ系列                               | 水曜 19:00 - 19:54 | 同時ネット |
| 宮崎県         | テレビ宮崎（UMK）         | フジテレビ系列 日本テレビ系列 テレビ朝日系列 | 土曜 15:30 - 16:30 | 遅れネット |
| 沖縄県         | 沖縄テレビ（OTV）         | フジテレビ系列                               | 不定期放送         | 遅れネット |

### 2時間スペシャル時のネット局
2022年以降、番組終盤6分はローカルセールス枠(2時間拡大による日テレ+枠が休止に伴い、ローカルセールス枠が20:54〜21:00に臨時編成されるため、日本テレビの火曜〜木曜はこの編成となる。)のため一部地域では20:54に飛び降りる局が存在する。基本的に日テレ+をネットしている局は同時ネットしているが日テレ+が非ネットとなっている局でも臨時ネットされる場合がある。なお3時間スペシャルの際はローカルセールス枠は設けられない。
| 放送対象地域   | 放送局                    | 系列                          | ネット状況                       |
| -------------- | ------------------------- | ----------------------------- | -------------------------------- |
| 関東広域圏     | 日本テレビ（NTV）         | 日本テレビ系列                | 制作局                           |
| 秋田県         | 秋田放送（ABS）           | 日本テレビ系列                | 同時フルネット （19:00 - 21:00） |
| 新潟県         | テレビ新潟（TeNY）        | 日本テレビ系列                | 同時フルネット （19:00 - 21:00） |
| 静岡県         | 静岡第一テレビ（SDT）     | 日本テレビ系列                | 同時フルネット （19:00 - 21:00） |
| 福井県         | 福井放送（FBC）           | 日本テレビ系列                | 同時フルネット （19:00 - 21:00） |
| 中京広域圏     | 中京テレビ（CTV）         | 日本テレビ系列                | 同時フルネット （19:00 - 21:00） |
| 鳥取県・島根県 | 日本海テレビ（NKT）       | 日本テレビ系列                | 同時フルネット （19:00 - 21:00） |
| 広島県         | 広島テレビ（HTV）         | 日本テレビ系列                | 同時フルネット （19:00 - 21:00） |
| 山口県         | 山口放送（KRY）           | 日本テレビ系列                | 同時フルネット （19:00 - 21:00） |
| 徳島県         | 四国放送（JRT）           | 日本テレビ系列                | 同時フルネット （19:00 - 21:00） |
| 高知県         | 高知放送（RKC）           | 日本テレビ系列                | 同時フルネット （19:00 - 21:00） |
| 福岡県         | 福岡放送（FBS）           | 日本テレビ系列                | 同時フルネット （19:00 - 21:00） |
| 長崎県         | 長崎国際テレビ（NIB）     | 日本テレビ系列                | 同時フルネット （19:00 - 21:00） |
| 大分県         | テレビ大分（TOS）         | 日本テレビ系列 フジテレビ系列 | 同時フルネット （19:00 - 21:00） |
| 北海道         | 札幌テレビ（STV）         | 日本テレビ系列                | 同時ネット （20:54飛び降り）     |
| 青森県         | 青森放送（RAB）           | 日本テレビ系列                | 同時ネット （20:54飛び降り）     |
| 岩手県         | テレビ岩手（TVI）         | 日本テレビ系列                | 同時ネット （20:54飛び降り）     |
| 宮城県         | ミヤギテレビ（MMT）       | 日本テレビ系列                | 同時ネット （20:54飛び降り）     |
| 山形県         | 山形放送（YBC）           | 日本テレビ系列                | 同時ネット （20:54飛び降り）     |
| 福島県         | 福島中央テレビ（FCT）     | 日本テレビ系列                | 同時ネット （20:54飛び降り）     |
| 山梨県         | 山梨放送（YBS）           | 日本テレビ系列                | 同時ネット （20:54飛び降り）     |
| 長野県         | テレビ信州（TSB）         | 日本テレビ系列                | 同時ネット （20:54飛び降り）     |
| 富山県         | 北日本放送（KNB）         | 日本テレビ系列                | 同時ネット （20:54飛び降り）     |
| 石川県         | テレビ金沢（KTK）         | 日本テレビ系列                | 同時ネット （20:54飛び降り）     |
| 近畿広域圏     | 読売テレビ（ytv）         | 日本テレビ系列                | 同時ネット （20:54飛び降り）     |
| 香川県・岡山県 | 西日本放送（RNC）         | 日本テレビ系列                | 同時ネット （20:54飛び降り）     |
| 愛媛県         | 南海放送（RNB）           | 日本テレビ系列                | 同時ネット （20:54飛び降り）     |
| 熊本県         | くまもと県民テレビ（KKT） | 日本テレビ系列                | 同時ネット （20:54飛び降り）     |
| 鹿児島県       | 鹿児島読売テレビ（KYT）   | 日本テレビ系列                | 同時ネット （20:54飛び降り）     |